# Impressing the Czar
Impressing the Czar (англ.  — «Впечатляя царя») — трёхактный постмодернистский современный балет, поставленный Уильямом Форсайтом на музыку Тома Виллемса, Лесли Штук, Евы Кроссман-Хехт и Людвига ван Бетховена. Премьера спектакля состоялась 10 января 1988 году во Франкфурте-на-Майне в исполнении артистов Франкфуртского балета.

## Структура
Спектакль состоит из пяти частей: 
- I акт — «Подпись Потёмкина» (Potemkin’s Unterschrift),
- II акт, чисто танцевальный — «Посередине, чуть на возвышении» (In the Middle, Somewhat Elevated),
- III акт — «Дом Меццо-Преццо» (La Maison de Mezzo-Prezzo), «Бонго Бонго Нагила» (Bongo Bongo Nageela) и «Мистер Пинат идёт к вершине» (Mr. Pnut Goes to the Big Top).

Хотя в произведении нет непрерывной сюжетной линии, балет иронично и часто с юмором комментирует историю западной цивилизации, её культуру потребления, в том числе консумеризм искусства. Главный герой, Mr. Peanut (что также можно перевести как «грош», «мелочь», «бесценок»), одновременно является аллюзией на Святого Себастьяна и на популярного рекламного персонажа «Мистера Арахиса». Кроме него среди действующих лиц Аньес (драматическая актриса), братья Гримм, правитель и придворные. Наравне с движением постановщик активно использует текст, мимику, а также пародию на старинную балетную пантомиму. В третьей части (сцена аукциона) затрагивается тема консумеризма, в то время как в финале пронзённый стрелой «Святой Себастьян» воскрешает после массового танца «школьниц», характерного, скорее, для поп-концертов и дискотек, который трансформируется в вакханалию и подобие религиозной пляски.

## In the Middle…
Форсайт сделал полноразмерный балет на основе своего одноактного бессюжетного спектакля In the Middle Somewhat Elevated («Посередине, немного на возвышении»), заказанного Рудольфом Нуриевым для балетной труппы Парижской оперы. По словам самого хореографа, в те времена он был ограничен в возможностях и особо не располагал временем для репетиций во Франкфурте — так что он решил сэкономить и использовать для спектакля то, что уже сделано в Париже. 
Музыка, написанная голландским композитором Томом Виллемсом в соавторстве с Лесли Штуком, создавалась там же в Париже; сценография, свет и костюмы – Уильяма Форсайта. Премьера состоялась 30 мая 1987 года на сцене «Опера-Гарнье». 
В этом балете для девяти исполнителей (шесть балерин и три танцовщика) Форсайт расширил границы балетной выразительности, слив воедино технику классического балета с принципами современного танца и доведя виртуозность исполнения практически до спортивного атлетизма. Среди участников премьеры — солисты Парижской оперы Изабель Герен и Мануэль Легри; главный дуэт, поставленный Форсайтом для Сильви Гиллем и Лорана Илера, вызвал настоящий фурор среди балетной публики, критиков и знатоков. После этой постановки балет уже никогда не будет прежним, — отмечалось критиками.

In the Middle, Somewhat Elevated — это тема с вариациями в строгом смысле этого слова. Используя пережитки академической виртуозности, которые до сих пор означают «классику», он расширяет и ускоряет эти традиционные элементы балета. Смещая ось тела и акцент на преимущественно вертикальных передвижениях, затронутые enchainements [танцевальные комбинации] получают неожиданную силу и импульс, которые делают их чуждыми их собственному происхождению.
Оригинальный текст (англ.)In the Middle, Somewhat Elevated is a theme and variations in the strictest sense. Exploiting the vestiges of academic virtuosity that still signify “the Classical,” it extends and accelerates these traditional figures of ballet. By shifting the alignment and emphasis of essentially vertical transitions, the affected enchaînements receive an unexpected force and drive that makes them appear foreign to their own origins.
— Уильям Форсайт
Балерина Франкфурского балета Аньес Нолтениус (Agnès Noltenius) отмечала, что Форсайт просил артистов сконцентрироваться на геометрии взаимоотношений между различными частями тела, когда человек танцует не как единое целое, но разбирает своё тело на отдельные составные части «Это другой способ отношения к танцу и к тому, чего может достигнуть человеческое тело. Здесь всё доходит до предела, когда видно, что человек не может идти дальше — его тело просто не может сделать большего».

Оригинальный текст (англ.)Forsythe asked us to think about the geometric relationship between different parts of the body. He doesn’t want people to dance as one block, but to really articulate each part of the body. …It is a different way of thinking about dance and what the body can achieve. It arrives at a point where you can see people can’t go any further. The body can’t do any more.

## Постановки в других театрах
В то время, как In the Middle… исполняется многими балетными труппами по всему миру, Impressing the Czar после закрытия Франкфуртского балета в 2004 году входит в репертуар лишь Королевского балета Фландрии (Антверпен, Бельгия; премьера состоялась 19 ноября 2008 года) и Земпер-оперы (Дрезден, Германия; премьера состоялась 22 мая 2015 года).
При постановке In the Middle… в Мариинском театре в 2004 году использовалось название «Там, где висят золотые вишни» («позолоченные» ягоды были одним из элементов сценографии).